# 青ノ塔
青ノ塔（あおのとう）は、徳島県那賀町にある山である。標高は1,433.5m。

## 地理
次郎笈から東方へ延びる尾根上にあり、旧那賀郡木頭村・木沢村・上那賀町の3町村の境となっていた。平家平の東方約3kmに位置する。
地形図には山名はないが、「上那賀町誌」「木頭村誌」などには記載がみえる。旧上那賀町の最高地点で、那賀川本流と坂州木頭川流域を結ぶ峠が頂上の西側に通じていた。
中部山渓県立自然公園に属し、頂上付近はモミ・ツガ・ヒノキの針葉樹とイヌシデ・アカガシ・コナラなど落葉樹が混生する。